# Dorcopsulus vanheurni
Dorcopsulus vanheurni är en pungdjursart som först beskrevs av Oldfield Thomas 1922. Dorcopsulus vanheurni ingår i släktet små skogsvallabyer och familjen kängurudjur. IUCN kategoriserar arten globalt som nära hotad. Inga underarter finns listade.
Pungdjuret förekommer i bergstrakter på centrala och östra Nya Guinea. Regionen ligger 800 till 3 100 meter över havet. Habitatet utgörs av tropiska regnskogar och människans trädgårdar.